# Thomas Pelham, II conte di Chichester
Thomas Pelham, II conte di Chichester (Londra, 28 aprile 1756 – Londra, 4 luglio 1826), è stato un nobile e politico inglese.

## Biografia
Era il figlio di Thomas Pelham, I conte di Chichester, e di sua moglie, Anne Frankland. Studiò a Westminster School e al Clare College di Cambridge.

## Carriera politica
È stato ispettore generale durante il secondo governo di Lord Rockingham (1782), e primo segretario per l'Irlanda nel ministero di coalizione del 1783 (quando è stato anche nominato membro del consiglio privato irlandese).
Ha rappresentato Carrick nella Camera dei Comuni irlandese (1783-1790) e Clogher (1795-1798). Sotto Addington, fu nominato Cancelliere del Ducato di Lancaster nel 1803. È stato Postmaster-General (1807-1823).

## Matrimonio
Sposò, il 16 luglio 1801 a Lambeth Palace, Lady Mary Osborne, figlia di Francis Osborne, V duca di Leeds. Ebbero sei figli:
- Henry Pelham, III conte di Chichester (25 agosto 1804-15 marzo 1886);
- Lady Amelia Rose Pelham (17 giugno 1806-2 gennaio 1884), sposò Sir Joshua Jebb, non ebbero figli;
- Lord Frederick Thomas Pelham (2 agosto 1808-21 giugno 1861), sposò Ellen Kate Mitchell, ebbero tre figli;
- Lord John Thomas Pelham (21 giugno 1811-1º maggio 1894), sposò Henrietta Tatton, ebbero tre figli;
- Lady Catherine Georgiana Pelham (21 luglio 1814-18 gennaio 1885), sposò Lowther John Barrington, ebbero tre figli;
- Lady Lucy Anne Pelham (3 novembre 1815-16 gennaio 1901), sposò Sir David Dundas, II Baronetto, ebbero un figlio.

## Morte
Morì il 4 luglio 1826, all'età di 70 anni, a Stratton Street, Londra.